# Franco Baldassarra
Franco Pedro Baldassarra (Santos Lugares, 29 settembre 1998) è un calciatore argentino, centrocampista del Platense.

## Caratteristiche tecniche
È un centrocampista centrale.

## Carriera
Cresciuto nel settore giovanile del Platense, debutta in prima squadra il 21 aprile 2019 in occasione dell'incontro di Primera B Nacional pareggiato 1-1 contro il Temperley.

## Statistiche

### Presenze e reti nei club
Statistiche aggiornate al 4 maggio 2025.
| Stagione        | Squadra         | Campionato      | Campionato | Campionato | Coppe nazionali | Coppe nazionali | Coppe nazionali | Coppe continentali | Coppe continentali | Coppe continentali | Altre coppe | Altre coppe | Altre coppe | Totale | Totale |
| Stagione        | Squadra         | Comp            | Pres       | Reti       | Comp            | Pres            | Reti            | Comp               | Pres               | Reti               | Comp        | Pres        | Reti        | Pres   | Reti   |
| --------------- | --------------- | --------------- | ---------- | ---------- | --------------- | --------------- | --------------- | ------------------ | ------------------ | ------------------ | ----------- | ----------- | ----------- | ------ | ------ |
| 2018-2019       | Platense        | PBN             | 1          | 0          | CA              | 0               | 0               | -                  | -                  | -                  | -           | -           | -           | 1      | 0      |
| 2019-2020       | Platense        | PBN             | 9          | 0          | CA              | 0               | 0               | -                  | -                  | -                  | -           | -           | -           | 9      | 0      |
| 2020            | Platense        | PBN             | 7          | 1          | CA              | 0               | 0               | -                  | -                  | -                  | -           | -           | -           | 7      | 1      |
| 2021            | Platense        | PD              | 22         | 0          | CA+CdL          | 1+10            | 0+2             | -                  | -                  | -                  | -           | -           | -           | 33     | 2      |
| 2022            | Platense        | PD              | 9          | 0          | CA+CdL          | 0+10            | 0               | -                  | -                  | -                  | -           | -           | -           | 19     | 0      |
| 2023            | Platense        | PD              | 22         | 2          | CA+CdL          | 1+0             | 0               | -                  | -                  | -                  | -           | -           | -           | 23     | 2      |
| 2023-2024       | Panaitōlikos    | SL              | 15         | 1          | CG              | 2               | 0               | -                  | -                  | -                  | -           | -           | -           | 17     | 1      |
| 2024            | Platense        | PD              | 13         | 0          | -               | -               | -               | -                  | -                  | -                  | -           | -           | -           | 13     | 0      |
| 2025            | Platense        | PD              | 4          | 0          | CA              | 0               | 0               | -                  | -                  | -                  | -           | -           | -           | 4      | 0      |
| Totale Platense | Totale Platense | Totale Platense | 87         | 3          |                 | 22              | 2               |                    | -                  | -                  |             | -           | -           | 109    | 5      |
| Totale carriera | Totale carriera | Totale carriera | 102        | 4          |                 | 24              | 2               |                    | -                  | -                  |             | -           | -           | 126    | 6      |

## Palmarès

### Club

#### Competizioni nazionali
- Campionato argentino: 1

Platense: 2025 (Apertura)